# Pindray
Pindray és un municipi francès situat al departament de la Viena i a la regió de la Nova Aquitània. L'any 2007 tenia 256 habitants.

## Demografia

### Població
El 2007 la població de fet de Pindray era de 256 persones. Hi havia 112 famílies de les quals 28 eren unipersonals (20 homes vivint sols i 8 dones vivint soles), 40 parelles sense fills, 36 parelles amb fills i 8 famílies monoparentals amb fills.
La població ha evolucionat segons el següent gràfic:
Habitants censats

### Habitatges
El 2007 hi havia 158 habitatges, 111 eren l'habitatge principal de la família, 24 eren segones residències i 23 estaven desocupats. Tots els 157 habitatges eren cases. Dels 111 habitatges principals, 101 estaven ocupats pels seus propietaris, 8 estaven llogats i ocupats pels llogaters i 2 estaven cedits a títol gratuït; 5 tenien dues cambres, 17 en tenien tres, 27 en tenien quatre i 62 en tenien cinc o més. 91 habitatges disposaven pel capbaix d'una plaça de pàrquing. A 38 habitatges hi havia un automòbil i a 65 n'hi havia dos o més.

### Piràmide de població
La piràmide de població per edats i sexe el 2009 era:
| Homes | Edats   | Dones |
| ----- | ------- | ----- |
| 0     | 95 o +  | 0     |
| 4     | 90 a 94 | 0     |
| 0     | 85 a 89 | 12    |
| 0     | 80 a 84 | 0     |
| 12    | 75 a 79 | 12    |
| 16    | 70 a 74 | 16    |
| 0     | 65 a 69 | 8     |
| 4     | 60 a 64 | 0     |
| 16    | 55 a 59 | 4     |
| 4     | 50 a 54 | 4     |
| 20    | 45 a 49 | 16    |
| 12    | 40 a 44 | 16    |
| 4     | 35 a 39 | 0     |
| 4     | 30 a 34 | 0     |
| 8     | 25 a 29 | 8     |
| 4     | 20 a 24 | 0     |
| 16    | 15 a 19 | 12    |
| 12    | 10 a 14 | 4     |
| 0     | 5 a 9   | 4     |
| 0     | 0 a 4   | 0     |

## Economia
El 2007 la població en edat de treballar era de 160 persones, 113 eren actives i 47 eren inactives. De les 113 persones actives 102 estaven ocupades (57 homes i 45 dones) i 11 estaven aturades (2 homes i 9 dones). De les 47 persones inactives 24 estaven jubilades, 11 estaven estudiant i 12 estaven classificades com a «altres inactius».

### Ingressos
El 2009 a Pindray hi havia 111 unitats fiscals que integraven 262 persones, la mediana anual d'ingressos fiscals per persona era de 16.929 €.

### Activitats econòmiques
Dels 6 establiments que hi havia el 2007, 1 era d'una empresa de fabricació d'altres productes industrials, 1 d'una empresa de construcció, 1 d'una empresa de comerç i reparació d'automòbils, 1 d'una empresa d'hostatgeria i restauració i 2 d'empreses de serveis.
Dels 3 establiments de servei als particulars que hi havia el 2009, 1 era un paleta, 1 veterinari i 1 restaurant.
L'any 2000 a Pindray hi havia 22 explotacions agrícoles que ocupaven un total de 1.708 hectàrees.

## Poblacions més properes
El següent diagrama mostra les poblacions més properes.